# クウェートの国旗
クウェートの国旗（クウェートのこっき アラビア語: علم الكويت）は、独立に伴い1961年9月7日に制定された。汎アラブ色を使用し、イラク国旗（1921年-1959年）の影響を受けている。また、クウェートの国章内でも国旗のデザインが使われている。オスマン帝国に影響を受けた「赤地に白い三日月と星」のデザインから、「赤地に白い「كويت （クウェート）」の文字」のデザインを経て、汎アラブ色の旗へと変化してきている。

国旗のデザイン

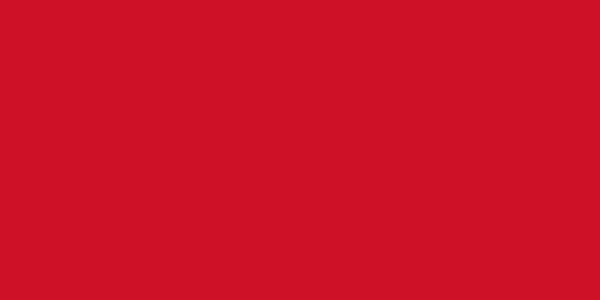
?19世紀に使われた旗
?1900年代まで使われた旗
?1910年代まで使われた旗
?1910年代から1950年代まで使われた旗
?1950年代に使われた旗
?1950年代に使われた旗
?1980年代に使われた旗
現在の国旗（縦横比2:3の別タイプ）